# Groep van Staten tegen Corruptie

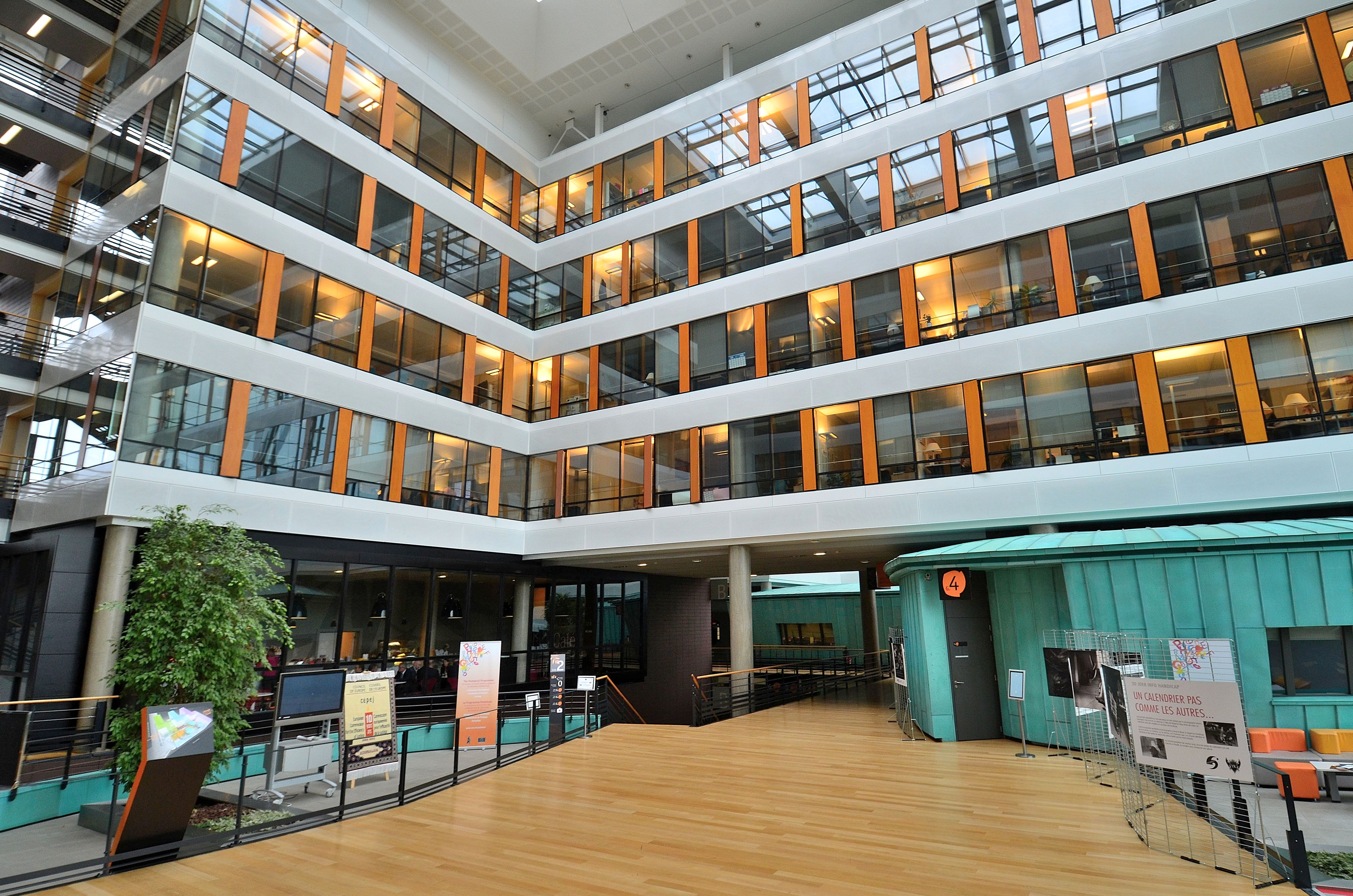
Het Agora-gebouw van de Raad van Europa

De Groep van Staten tegen Corruptie (GRECO, naar de Franse benaming Groupe d’Etats contre la Corruption, in het Engels Group of States against Corruption) is het overleg binnen de Raad van Europa om toe te zien op de naleving door de staten van de anticorruptienormen van de organisatie.
GRECO werd in 1999 opgericht met als doel de lidstaten te helpen bij de bestrijding van corruptie, meer bepaald door een dynamisch proces van wederzijdse evaluatie en groepsdruk. Deze evaluaties moeten leiden tot het vaststellen van tekortkomingen in het nationale corruptiebestrijdingsbeleid, en een stimulans betekenen voor de nodige wetgevende, institutionele en praktische hervormingen.
GRECO biedt anderzijds ook een platform voor het delen van beste praktijken in de preventie en detectie van corruptie.
GRECO is een tweetalige instelling, Engels-Frans. Als werktalen worden daarnaast ook het Duits, Italiaans, Russisch en Turks gebruikt. Het secretariaat is gevestigd in het “Agora”, het in 2008 door MIPIM bekroonde kantoorgebouw van de Raad van Europa in Straatsburg.

## Leden
Lidmaatschap van GRECO is niet beperkt tot de lidstaten van de Raad van Europa. Ook staten die deelakkoorden van de Raad onderschreven of toetraden tot het Verdrag tegen Corruptie, kunnen toetreden. GRECO telt momenteel 49 leden (48 Europese Staten en de Verenigde Staten).

## Wederzijdse evaluatie
Een evaluatieproces verloopt als volgt:
- informatie verzamelen via vragenlijsten, plaatsbezoeken aan landen, interviews met sleutelfiguren
- opstellen van het evaluatieverslag, met aanbevelingen
- bespreking en goedkeuring van het verslag binnen GRECO
- enige tijd later start een afzonderlijke nalevingsprocedure, met tot slot een “conformiteitsverslag” over de mate waarin eerdere aanbevelingen zijn toegepast.

Deze evaluaties verlopen in cycli die meerdere jaren duren, en soms overlappen. In principe wordt elk aangesloten land onder de loep genomen. De resultaten worden gepubliceerd:
- de 5e evaluatiecyclus begon in 2017
- de4e evaluatiecyclus begon in 2012
- de 3e evaluatiecyclus begon in 2007
- de 2e evaluatiecyclus begon in 2003
- de 1e evaluatiecyclus begon in 2000.

## Beoordelingen

### België
- 4e evaluatiecyclus (2012-2017): het op 24 april 2018 gepubliceerd conformiteitsverslag ter afsluiting van de 4e evaluatiecyclus stelt dat België onvoldoende inspanningen heeft geleverd om eerdere aanbevelingen in de praktijk te brengen. Eén aanbeveling, met betrekking tot de managerfunctie bij rechtbanken en het openbaar ministerie, werd omgezet. Zeven aanbevelingen zijn gedeeltelijk uitgevoerd, zeven andere nog steeds niet.[3][4]
- 5e evaluatiecyclus (2017-2022): Het rapport van januari 2020 bevestigt dat enkele aanbevelingen uit de vorige cyclus werden opgevolgd, maar er blijft werk op het stuk van onverenigbaarheden bij onder meer kabinetsleden, aangifte van mandaten, en herhaling van integriteitscontrole bij de politie tijdens de loopbaan.[5] Het rapport van december 2021 merkt op dat België aan 2 van de 22 aanbevelingen uit de 5e cyclus tegemoet is gekomen. Alleen ten aanzien van de politie is enige vooruitgang geboekt. Volgens GRECO zijn dan ook de komende 18 maanden grote inspanningen vereist.[6]